# Bassira Touré
Bassira Touré, née le 6 janvier 1990 , est une footballeuse malienne qui évolue au poste d'attaquant. Elle joue dans le club Fatih Karagümrük et dans l'équipe nationale féminine du Mali.

## Carrière

### En club

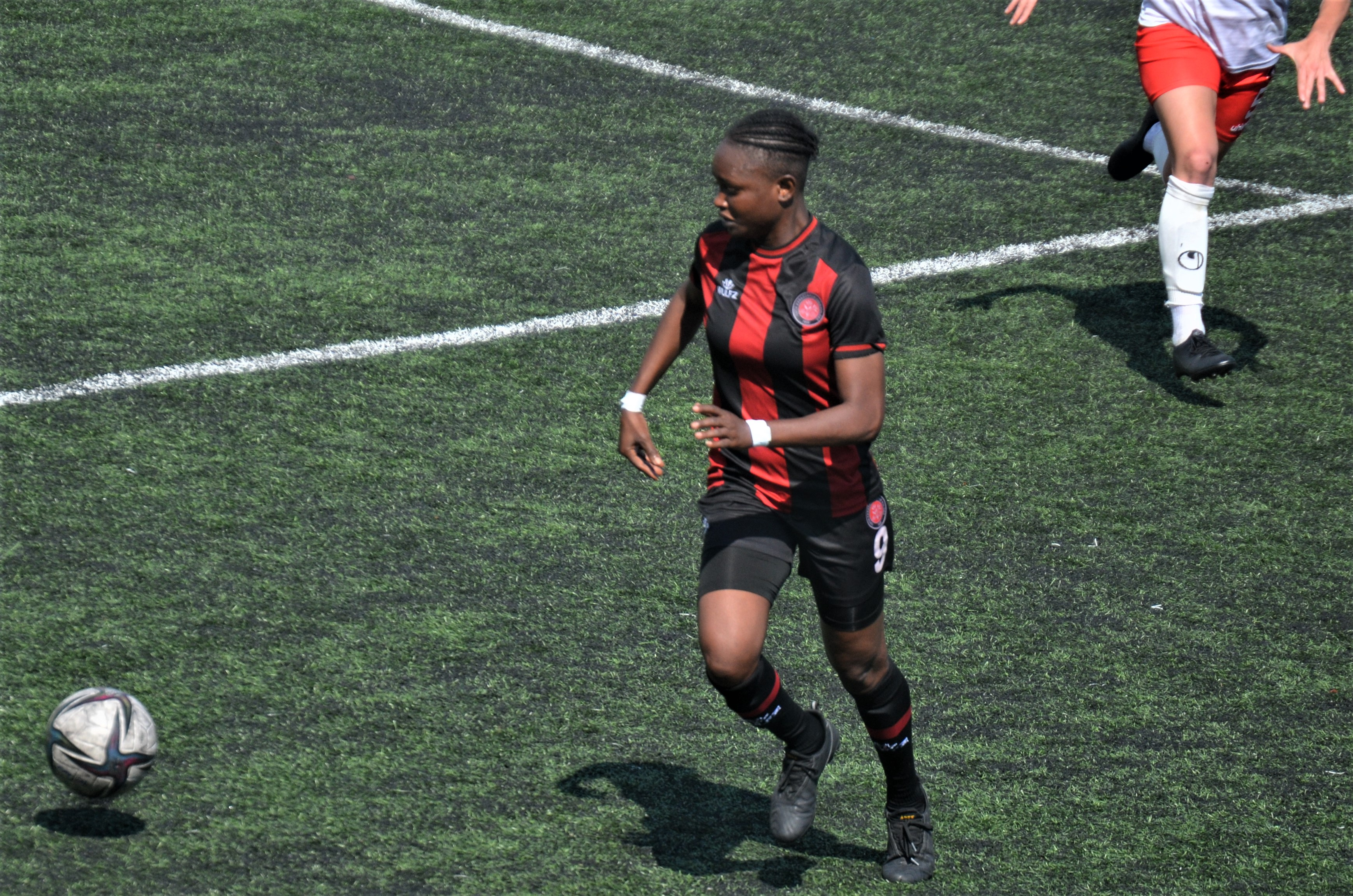
Bassira Touré de Fatih Karagümrük lors des barrages de la Super Ligue féminine turque de football 2021-22.

Touré rejoint le club d'Istanbul Fatih Karagümrük pour jouer la Super League féminine Turkcell durant la saison 2021-22.

### En sélection
Elle intègre l'équipe nationale féminine du Mali lors de la Coupe d'Afrique des Nations féminine 2016 où elle est double buteuse pour le Mali lors du match contre le Kenya.
Elle  marque aussi durant un match de qualification pour la Coupe d'Afrique des Nations féminine 2018 contre la Côte d'Ivoire,,.